# Carex aphylla
Carex aphylla är en halvgräsart som beskrevs av Carl Sigismund Kunth. Carex aphylla ingår i släktet starrar, och familjen halvgräs. Inga underarter finns listade i Catalogue of Life.